# براندزویل (میزوری)
براندزویل (به انگلیسی: Brandsville) یک شهر در ایالات متحده آمریکا است که در شهرستان هوول، میزوری واقع شده‌است. براندزویل ۱٫۳۵ کیلومتر مربع مساحت و ۱۶۱ نفر جمعیت دارد و ۳۰۷ متر بالاتر از سطح دریا قرار دارد.